# Insula Cobălcescu
Insula Cobălcescu (greșit înregistrată în catalogul numelor din Australia și Antarctica sub denumirea de «Cobalescou») este situată în apropierea coastei Antarcticii, în strâmtoarea Belgica, între arhipelagul Palmer și continent. A fost descoperită în 1898 de Expediția antarctică belgiană „Belgica” a cărei naturalist a fost românul Emil Racoviță, și denumită astfel de el în memoria geologului Grigore Cobălcescu, profesorul lui Racoviță în timpul liceului. Adăpostește o colonie de pinguini Aptenodytes forsteri.